# Флорешти (Васлуј)
Флорешти (рум. Florești) насеље је у Румунији у округу Васлуј у општини Појенешти. Oпштина се налази на надморској висини од 268 m.

## Становништво
Према подацима из 2002. године у насељу је живело 753 становника, од којих су сви румунске националности.